# Jukka Hildén
Jukka Hildén (né le 3 août 1980 à Seinäjoki en Finlande) est un acteur et cascadeur finlandais. Il est l'un des cascadeurs de la série télévisée finlandaise Les Dudesons, l'équivalent finlandais de la série américaine Jackass. Les autres membres sont Hannu-Pekka Parviainen, Jarno Leppälä et Jarno Laasala.